# Грилль, Леннарт
Леннарт Грилль (нем. Lennart Grill; родился 25 января 1999 года, Идар-Оберштайн, Германия) — немецкий футболист, вратарь клуба «Динамо» (Дрезден).

## Клубная карьера
Леннарт Грилль является воспитанником футбольного клуба «Майнц 05» и «Кайзерслаутерн». За дубль последнего дебютировал в матче против «Гессен-Кассель». Свой первый «сухарь» оформил в матче против «Гисена». За «Кайзерслаутерн» дебютировал в матче против футбольного клуба «Зонненхоф Гроссаспах», где отстоял насухо. Из-за перебора жёлтых карточек пропустил матч против «Мюнхен 1860». Всего за «Кайзерслаутерн» сыграл 75 матчей, где пропустил 97 мячей и сделал 28 «сухарей».
1 июля 2020 года перешёл в «Байер» за 2 миллиона евро. За клуб дебютировал в матче против «Фрайбурга». Свой первый «сухарь» оформил в матче против «Боруссии Мёнхенгладбах».
30 августа 2021 года перешёл в «Бранн». За клуб дебютировал в матче против «Лиллестрёма». Всего за «Бранн» сыграл 15 матчей, где пропустил 24 мяча.
1 июля 2022 года перешёл в аренду в «Унион Берлин». За клуб дебютировал в матче против «Кёльна», где отстоял насухо.

## Карьера в сборной
За сборную Германии до 17 лет сыграл на чемпионате Европы до 17 лет в Азербайджане. На турнире сыграл 1 матч против Испании, выйдя на замену после того, как основной вратарь команды Ян-Кристоф Бартельс получил красную карточку. В 2021 попал в заявку на чемпионат Европы до 21 года, но на поле ни разу не вышел.